# Кинотеатры Барнаула
Несмотря на довольно богатую историю развития кинематографа в Барнауле, в XXI веке в городе действует лишь 5 кинотеатров и 2 кинозала.

## История

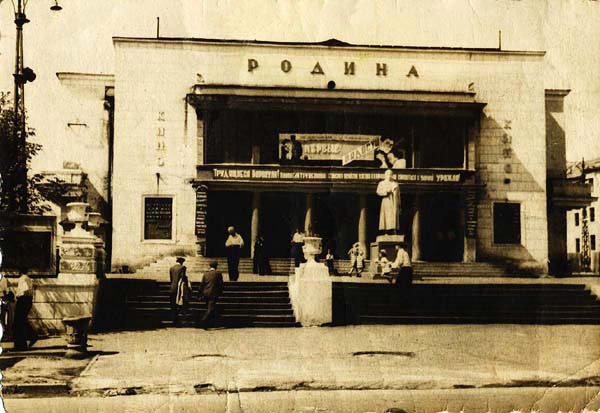
Кинотеатр «Родина», 1958

Первый киносеанс состоялся в Барнауле в мае 1897 года — единственный владелец в Сибири аппарата «Синематограф» Ф. Ф. Махотин привёз в город плёнки с фильмами. Сеансы устраивали «Общество попечения о начальном образовании в Барнауле» и городское общественное собрание. В январе 1910 года Городская дума приняла решение о строительстве зданий кинематографов. В этом же году появились электротеатры «Триумф» (владельцы А. Г. Невоструев, В. А. Шпунтович, Ф. А. Пономарёв; в доме на углу улицы Пушкина и Московского проспекта), «Иллюзион» (владелица Е. И. Лебзина; дом на углу Соборной площади и улицы Пушкина близ Петропавловского собора), «Грот» (владельцы В. Анфилов, Я. Максимов, П. Абрамов; дом на углу Конюшенного переулка и улицы Пушкина), «Трио» (владелец А. И. Шицин, дом на улице Пушкина) и более мелкие заведения — «Каскад», «Мир» и «Алтай».
Публику привлекали пышные фасады зданий, роскошные интерьеры зрительных залов, фойе и буфетов. Посещать кинематографы имели возможность все горожане, но в 1912 году были наложены ограничения на посещения школьников. Сеансы состояли из сборных программ, включавших в себя фильмы всевозможных жанров. Репертуар обновлялся 2 раза в неделю. Кинопродукцию поставляли крупнейшие в Сибири прокатные фирмы «Братья Каплун» (Омск) и «Дон-Отелло» (Иркутск). Кинопрограммы сопровождались музыкальным иллюстрированием и выступлениями в антрактах местных или гастролирующих артистов. В электротеатрах «Иллюзион» и «Новый мир» (открыт в декабре 1912 года) имелись фисгармонии. Пожар 2 мая 1917 года, когда сгорело несколько зданий кинематографов, последующая нестабильность социально-политической жизни негативно сказались на развитии частного предпринимательства. В годы Гражданской войны единичные сеансы ставились в «Иллюзионе», «Новом мире», «Мире», иногда — в Народном доме.
В 1921 году Алтайгубполитпрсовет изредка устраивал сеансы на Демидовской площади под открытым небом. В октябре 1923 года был открыт кинотеатр «Комхоз» с залом на 450 мест, здесь устраивались детские и общедоступные сеансы с пониженной входной платой. В 1926-1927 годах в городе появились отделения и филиалы крупных кинопрокатных организаций «Совкино» и «Киносибирь». За два года было открыто 8 кинотеатров, в том числе: в здании церкви Дмитрия Ростовского — «Совкино-1»; при губотделе народного образования — «Совкино-2»; в доме Красной Армии — «Сибирь»; кинотеатр в парке Профсоюзов (ныне стадион «Динамо»). 13 сентября 1927 года начал работать кинотеатр «Горн» (на месте нынешнего театра «Сказка»). Кинопрокат в 1930-е годы осуществляло Алтайское отделение «Союзкино».
Новую волну интереса к кинематографу вызвали звуковые фильмы. В Барнауле первые их сеансы состоялись в 1932 году, в кинотеатре «Совкино-2» была продемонстрирована лента «Златые горы». Значительным событием стал первый на Алтае фестиваль советского кино (20-24 января 1936 года), в его программе были фильмы «Чапаев», «Аэроград», «Мы из Кронштадта», «Партийный билет». 14 января 1938 года был открыт клуб БМК с кинозалом, а 8 октября этого же года фильмом «Враги» открыт кинотеатр «Октябрь». Здесь смонтирована первая установка для показа цветных фильмов, выпуск которых носил тогда экспериментальный характер. В октябре 1941 года барнаульцы впервые увидели цветной фильм «Груня Корнакова». Первым, построенным по специальному проекту стал кинотеатр «Родина». В день открытия 5 ноября 1941 года в «голубом» и «розовом» залах были показаны фильмы «Ленин в 1918 году» и «Волочаевские дни». Киносеть города росла и в годы Великой Отечественной войны: в 1943 году созданы кинотеатры в посёлках Восточный и Осипенко; а в июле 1944 году в летнем саду был устроен кинотеатр под открытым небом. 11 ноября 1944 года премьерой фильма «Зоя» открыт кинотеатр «Победа».
К 1946 году в Барнауле действовало 6 кинотеатров, 2 передвижных киноустановки, а также залы в клубах БМК, ВРЗ, НКВД и ОМФ. В 1947 году в здании бывшей нагорной церкви был открыт «Алтай» с залом на 250 мест. В 1950-е годы киносеть города значительно расширилась и была реорганизована. Увеличилось число клубов, демонстрировавших фильмы; на базе летнего кинотеатра на Красноармейском проспекте создан «Первомайский»; вошёл в строй кинотеатр «Чайка». В 1957 году в кинотеатр «Октябрь» была смонтирована первая с Западной Сибири широкоэкранная установка. 29 января того же года барнаульцы впервые посмотрели широкоэкранный фильм «Илья Муромец». 4 октября 1958 года состоялось открытие «России», а в июне 1962 года при нём был создан детский передвижной кинотеатр «Мурзилка». В 1964 году открыт кинотеатр «Юность».
Киножизнь Барнаула в 1960—1970-е годы была довольно яркой: проводились частые премьеры фильмов с участием их создателей и тематические показы. В кинофестивале лучших советских фильмов (1969) участвовали В. Санаев, Л. Гайдай, Б. Андреев, С. Филиппов. Кроме того кинорежиссёр и актёр Леонид Быков для премьеры своего фильма «В бой идут одни старики» выбрал Барнаул, где он находился во время войны. В 1971 году первых зрителей принял комфортабельный широкоформатный кинотеатр «Мир»; в 1973 году — специализированный детский кинотеатр «Пионер»; в 1978 году — «Луч»; в августе 1982 года — «Искра».
В 1990-е годы в связи с общим экономическим упадком, число кинозалов в городе значительно сократилось. К концу XX века из обширной городской киносети осталось лишь несколько залов — «Искра», «Россия», «Мир», «Родина», «Первомайский», «Луч» и «Чайка». Однако, и часть этих кинотеатров вскоре прекратили своё существование. В начале XXI века частная компания «Киномир» взяла в аренду три кинотеатра — «Родину», «Мир» и «Искру», проведя ремонт помещения и создав из них современные заведения с качественным звуком и изображением.
С 27 марта 2020 года сеть «Киномир» временно приостановила работу кинотеатров в связи с указом губернатора Алтайского края «Об отдельных мерах по предупреждению завоза и распространения новой коронавирусной инфекции COVID-19».

## Современное состояние

### «Мир»

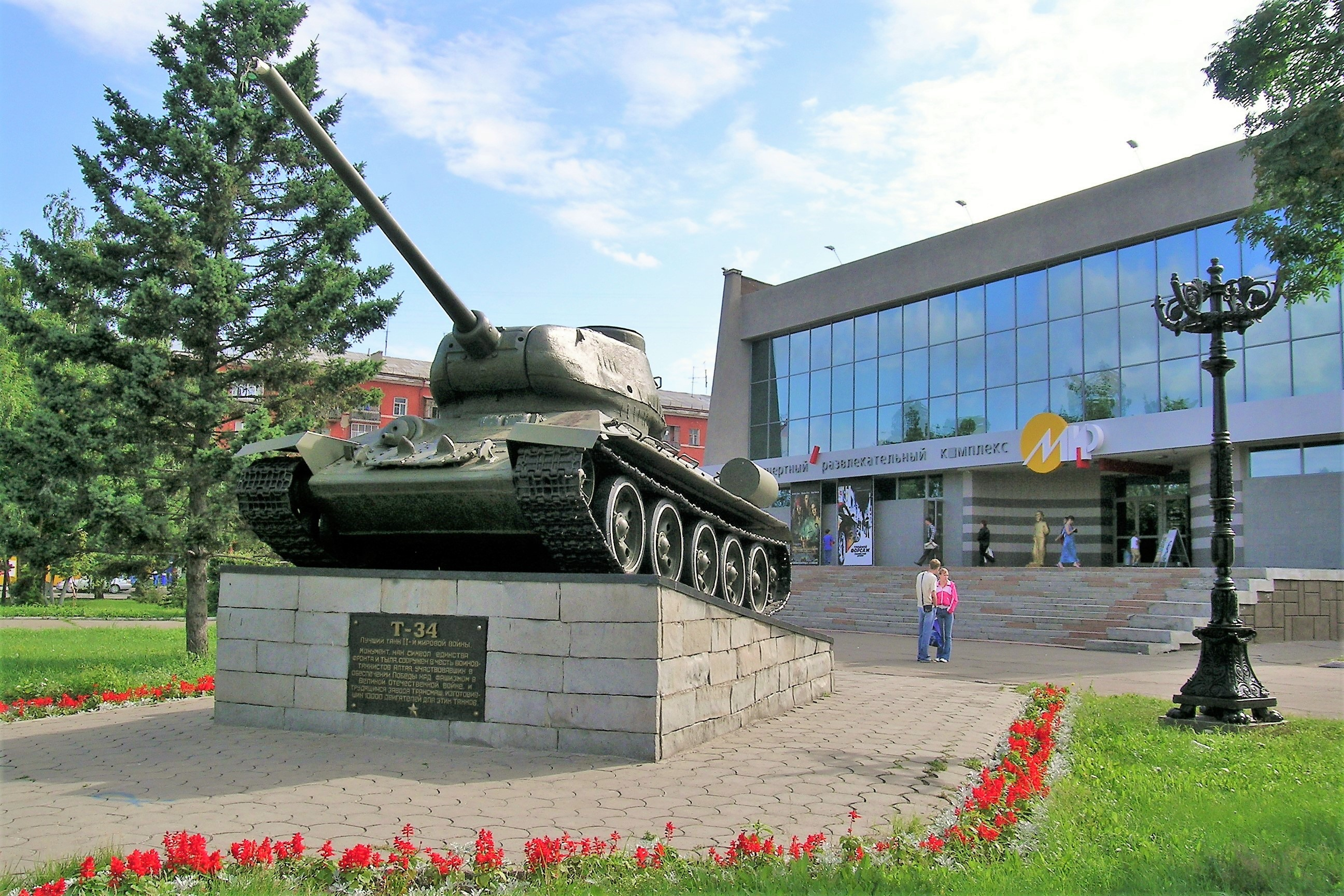
Танк Т-34 перед входом в кинотеатр «Мир», вид с площади Победы

Кинотеатр «Мир» расположен в Железнодорожном районе города на площади Победы, при пересечении проспектов Строителей и Социалистического.
Здание построено в 1972 году по типовому проекту и было рассчитано на 940 мест. В 2002 году кинотеатр передан в долгосрочную аренду сети «Киномир», в результате чего здание было реконструировано. 9 декабря 2010 года после полного реконструкций и вновь открытий зданий Кинотеатр «Мир» был оборудован современным кинопроекционным оборудованием и системой звука Dolby Digital Surround-EX. В Третьем зале КРК «Мир» находится самый большой экран города, а также установлено оборудование Digital 3D (цифровой кинопроектор Barco и активные очки XpanD для демонстрации 3D фильмов). Во всех залах установлены новые кресла с подставками под напитки или попкорна, и звуковое оборудование. В 3D-зале появился комфортный вип-ряд.
Три зала КРК «Мир» рассчитаны на 600 мест:
- Зал № 1 — 80 мест;
- Зал № 2 — 171 мест;
- Премьерный зал № 3 рассчитан на 353 места, в том числе 7 диванов в VIP-зоне.

До реконструкций это был самый большой и самый центральный кинотеатр в г. Барнауле.
Перед зданием кинотеатра на гранитном постаменте установлен танк Т-34, а справа скульптурная композиция из героев фильмов Чарли Чаплина.

### «Родина»

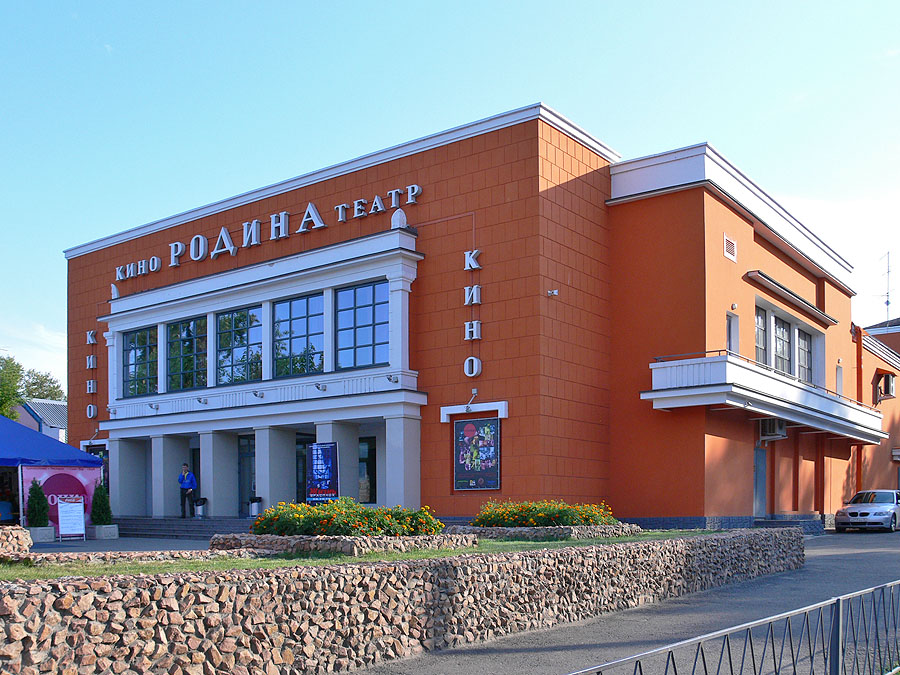
Кинотеатр «Родина» после реконструкции, 2007

Кинотеатр «Родина» — расположен в Центральном районе города на проспекте Ленина.
Кинотеатр был построен в 1941 году по проекту московского архитектора Г. К. Френка и имел 2 зала на 300 мест — «голубой» и «розовый». Рядом с кинотеатром до 1950-х годов стоял памятник Иосифу Сталину. До 1990-х годов здесь происходили премьеры новинок советского кино, работали кинолектории и киноклубы, проводились творческие встречи зрителей с известными артистами — Михаилом Боярским, Леонидом Куравлевым и другими. С ноября 1997 года при кинотеатре работал Центр российской кинематографии имени Ивана Пырьева, а в фойе выставлялись исторические киноэкспозиции, представляющие классику отечественного кинематографа.
В 2005 году кинотеатр передан в долгосрочную аренду сети «Киномир», в результате чего здание было полностью реконструировано. На сегодняшний момент в «Родине» три зала, два из которых («синий» и «красный») имеют по 134 зрительских места и один (малый зал) — 32 места. В фойе воссоздан стиль советского классицизма с мраморной плиткой на полу, тематическим плакатами и картинами в духе соцреализма. На втором этаже кинотеатра открыт ночной клуб «Точка».
По состоянию на январь 2017 года - кинотеатр закрыт, а здание передано мэрии г. Барнаула.

### «Европа-Киномир»
В феврале 2008 года в ТРЦ «Европа» сетью «Киномир» были открыты два кинозала на 168 и 152 мест. Залы оборудованы новым кинопроекционным оборудованием, современной системой звука Dolby Digital Surround-EX, системой вентиляции и кондиционирования.
1 января 2009 года были открыты ещё 2 зала по 150 мест каждый. 3 декабря 2009 года в кинотеатре установлено новейшее цифровое оборудование и начат показ фильмов по технологии Digital 3D.

### Кинотеатр «Премьера»
Кинотеатр «Премьера» единственный в городе  государственный кинотеатр. Осуществляет свою деятельность в составе краевого автономного учреждения «Алтайский государственный Дом народного творчества».
С 1991 года открылся как кинозал. С 2007 года получил статус кинотеатра. С 20 июля 2018 года начал свою работу киноклуб "Премьера", в рамках которого проходят обсуждения фильмов, направлений кинематографа.
27-го декабря 2019 года кинотеатр «Премьера» начал работу в новом цифровом формате. В кинотеатре транслируются новинки мирового проката, авторское и фестивальное кино, а также премьерные и закрытые показы.  С 2008 году специализируется на показах интеллектуального и авторского кино, эксклюзивными показами фильмов, которые выходят в ограниченный прокат. Здесь собираются студенты, преподаватели ВУЗов города, все увлечённые мировым кинематографом люди для просмотра фильмов Федерико Феллини, Андрея Тарковского, Дэвида Линча, Микеланджело Антониони, Вонга Карвая и т. п.
В «Премьере» проходят бесплатные сеансы советского киноематографа.  В программе кинотеатра остаются уже полюбившиеся зрителям акции — «Ночь кино», «Уличное кино», «Короткометражное кино».
В кинотеатре транслируются фильмы для людей с ограниченными возможностями здоровья.

### Кинотеатр «Огни»
Кинотеатр «Огни» открыт 7 декабря 2012 года. Сейчас это самый большой и самый современный цифровой кинотеатр в г. Барнауле: 5 залов на 740 мест. Он оборудован новейшим кинопроекционным оборудованием и активными очками для демонстрации фильмов в формате 3D.

### Кинотеатр «Матрица»

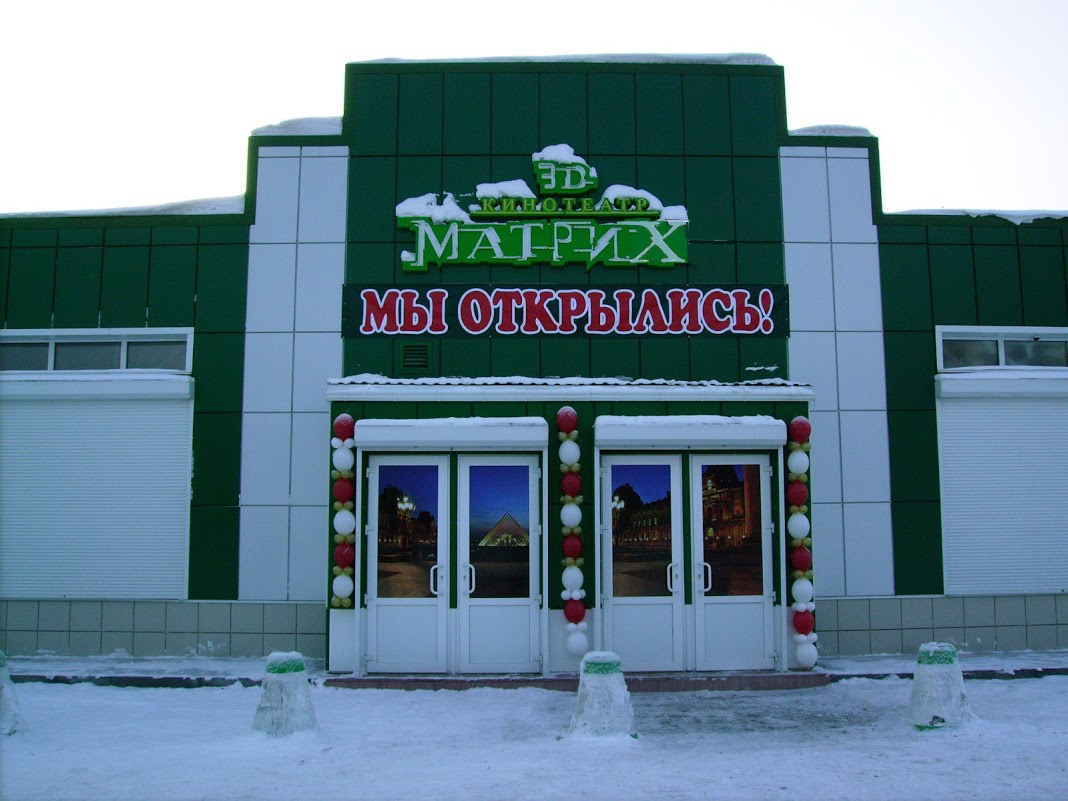
Кинотеатр «Матрица»

6 декабря 2012 года на территории парка «Эдельвейс» начал свою деятельность Кинотеатр «Матрица». В кинотеатре 3 зала, общее число посадочных мест 177 (по 59 мест в каждом зале). Все 3 кинозала  оснащены новейшей цифровой техникой, для возможности демонстрации фильмов в формате 3D.

### «Киномир Арена»
Адрес «Киномир Арена» расположен: Павловский тракт 188, ТРЦ «Арена», 4-й уровень.
5 февраля 2015 года в ТРЦ «Арена» сетью «Киномир» были открыты нового 8-зального кинотеатра «Киномир Арена», в том числе зал формата IMAX.

### «Кинотеатр Пионер (Pioneer Cinema)»
Иркутская компания Energy Entertainment (E2) открыла в ТРЦ "Пионер" кинотеатр Pioneer Cinema, включащий девять кинозалов вместимостью свыше 1350 человек. Каждый кинозал оснащён цифровым оборудованием для показа фильмов в формате 3D и 4К.

## Разрушенные и недействующие кинотеатры

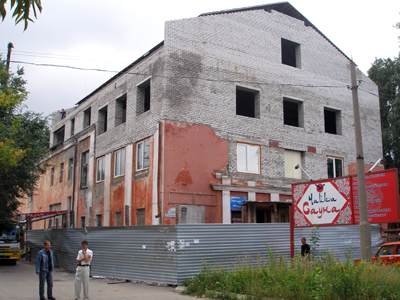
Надстройка на здании кинотеатра «Чайка»

- «Алтай» — в 1912 году в Нагорной части города был возведён Свято-Троицкий храм, а после революции его перестроили под кинотеатр. Он долгое время был нерентабелен и в рыночных условиях быстро прекратил своё существование. В начале 1990-х в «Алтае» можно было смотреть индийское кино, затем в нём располагались зал игровых автоматов, сауна и магазин. В одно время здание принадлежало Барнаульской епархии и планировалась его реставрация как памятника архитектуры. Полуразрушенное здание было выставлено на продажу. 13 октября 2012 года здание снесено. На его месте воссоздан Свято-Троицкий храм.
- «Заря» — в конце 1990-х годов кинотеатру требовались средства на капитальный ремонт, однако реконструкции не последовало — здание было снесено в 2006 году.
- «Искра» — построен в 1984 году и открыт показом фильма «Пираты XX века». В начале XXI века здание было передано в аренду сети «Киномир», которая его реконструировала и возобновила показ фильмов. Однако, в 2008 году «Искра» прекратила свою работу. В 2011 году здание перестроено под ночной клуб.
- Лето — кинотеатр располагался в районе ул. А. Петрова (парк Целинников). Просуществовал недолгий период времени (в 1980-е), работал только в тёплое время года, так как сооружён был практически из досок, даже в жару в нём всегда было прохладно.
- «Луч» — появился подпольным способом в конце 1970-х годов в спальном микрорайоне «Докучаево» (по документам здание проходило как бойлерная). В 2003 году в здании бывшего кинотеатра открыли детскую картинную галерею «Лукоморье» и секцию бокса.[2]
- «Октябрь» — кинотеатр располагался в центре города по улице Льва Толстого (ныне магазин "Октябрь"), открыт 8 октября 1938 года.
- «Первомайский» — кинотеатр располагался в центре города и был единственным, предоставлявшим возможность смотреть фильмы со стереочками. В 2006 году здание передали в аренду частной компании для реконструкции, которая разобрала его и анонсировала строительство семейного культурно-досугового центра на месте «Первомайского»[3]. На месте кинотеатра сейчас построен торговый центр с одноимённым названием.
- «Пионер» — один из самых старейших кинотеатров города в 1990-е годы был переделан под кафе, но в таком виде просуществовал всего несколько лет. До 2007 года здание «Пионера» пустовало — его планировали отдать театру песни «Каприз» или оркестру «Сибирь», но снос оказался дешевле ремонта. Сегодня на месте кинотеатра строят культурно-развлекательный центр.[4]
- «Победа» — кинотеатр располагался в центре города по улице Пушкина, действовал с 1944 по середины 1950-х годов.
- «Россия» — некогда один из самых популярных кинотеатров в 1990-х годах передал большинство из имеющихся площадей в аренду, оставив за собой небольшой зал на 48 мест. А в начале XXI века здание окончательно было переоборудовано под торговый центр.
- «Спутник» — кинотеатр располагался на окраине города. В 1990-е годы — 2000-е годы в здании бывшего кинотеатра «Спутник» располагался ночной клуб Хаус.
- «Чайка» — в 2000-е годы городские власти пытались приспособить кинотеатр под культурно-досуговый центр Железнодорожного района, однако нехватка средств и необходимость капитального ремонта привели к фактическому запустению здания. Сейчас площадь бывшего кинотеатра занимает гостиничный комплекс.
- «Южный» — кинотеатр располагался в центре посёлка Южного в Центральном районе города Барнаула и был единственным, предоставлявшим возможность смотреть фильмы. В середине 2000-х годов в здании бывшего кинотеатра «Южного» окончательно прекратила свою работу, и передал большинство из имеющихся площадей в аренду, оставив за собой небольшой зал несколько мест. Сейчас площадь бывшего кинотеатра занимает кинозал ДК пос. Южного.
- «Юность» — в постсоветское время в помещении находились продуктовый супермаркет, сауна и ломбард. В 2008 году здание было значительно перестроено — здесь разместился торговый центр под названием «Юность».